# 薛飞 (田径运动员)
薛飞（1989年8月8日—），山东巨野人，中国女子长跑运动员，专项为5000米跑。
2005年，转投江苏田径队。她在2006年世界青年锦标赛和2006年亚运会上夺得冠军。她还参加了2008年世界室内田径锦标赛，没有进入决赛。2008年代表中国参加了夏季奥林匹克运动会。

## 外部連結
- 薛飞在的頁面
- Team China 2008 （页面存档备份，存于）